# Herrarnas tempolopp i bancykling vid olympiska sommarspelen 2004
Herrarnas tempolopp i bancykling vid olympiska sommarspelen 2004 ägde rum i Parnitha Olympic Mountain Bike Venue. 
Detta bancykelformat består av ett enda lopp. Cyklisterna ska cykla så fort de kan längs den en kilometer långa banan. Bästa tid vinner. 

## Medaljörer
| Event               | Guld                     | Silver                    | Brons                 |
| Herrarnas tempolopp | Chris Hoy Storbritannien | Arnaud Tournant Frankrike | Stefan Nimke Tyskland |

## Olympiskt rekord
Chris Hoy satte olympiskt rekord i cykling under tempoloppet. Samtliga som placerade sig topp fyra cyklade snabbare än det tidigare rekordet.
| Olympiskt rekord | Jason QUEALLY (GBR) | Sydney, Australien | 1:01.609 | 16 september 2000 |

## Resultat
| Placering | Lopp nummer | Namn                            | - 250m | - 500m | - 750m | - 1,000m |
| --------- | ----------- | ------------------------------- | ------ | ------ | ------ | -------- |
| 1         | 58          | Chris Hoy (GBR)                 | 17.984 | 31.414 | 45.505 | 1:00.711 |
| 2         | 54          | Arnaud Tournant (FRA)           | 18.057 | 31.555 | 45.576 | 1:00.896 |
| 3         | 73          | Stefan Nimke (GER)              | 18.487 | 31.919 | 46.027 | 1:01.186 |
| 4         | 7           | Shane Kelly (AUS)               | 18.351 | 31.861 | 46.057 | 1:01.224 |
| 5         | 101         | Theo Bos (NED)                  | 18.697 | 32.356 | 46.684 | 1:01.986 |
| 6         | 52          | François Pervis (FRA)           | 18.353 | 32.087 | 46.570 | 1:02.328 |
| 7         | 59          | Craig Maclean (GBR)             | 18.445 | 32.367 | 46.611 | 1:02.369 |
| 8         | 68          | Carsten Bergemann (GER)         | 18.901 | 32.850 | 47.272 | 1:02.551 |
| 9         | 28          | Ahmed Lopez Naranjo (CUB)       | 18.272 | 31.855 | 46.436 | 1:02.739 |
| 10        | 30          | Alois Kaňkovský (CZE)           | 18.903 | 32.625 | 47.152 | 1:03.038 |
| 11        | 105         | Teun Mulder (NED)               | 18.591 | 32.446 | 47.084 | 1:03.165 |
| 12        | 35          | Ruben Donet (ESP)               | 18.683 | 32.725 | 47.391 | 1:03.505 |
| 13        | 24          | Wilson Meneses Guitierrez (COL) | 18.713 | 32.700 | 47.505 | 1:03.614 |
| 14        | 120         | Grzegorz Krejner (POL)          | 19.083 | 33.112 | 47.929 | 1:03.923 |
| 15        | 76          | Dimitrios Georgalis (GRE)       | 18.852 | 32.943 | 48.002 | 1:04.204 |
| 16        | 137         | Lin Chih Hsun (TPE)             | 19.716 | 34.503 | 49.800 | 1:06.240 |
| 17        | 21          | Radoslav Konstantinov (BUL)     | 19.377 | 33.976 | 49.474 | 1:06.265 |